# Histoire de l'Inde pendant la Seconde Guerre mondiale

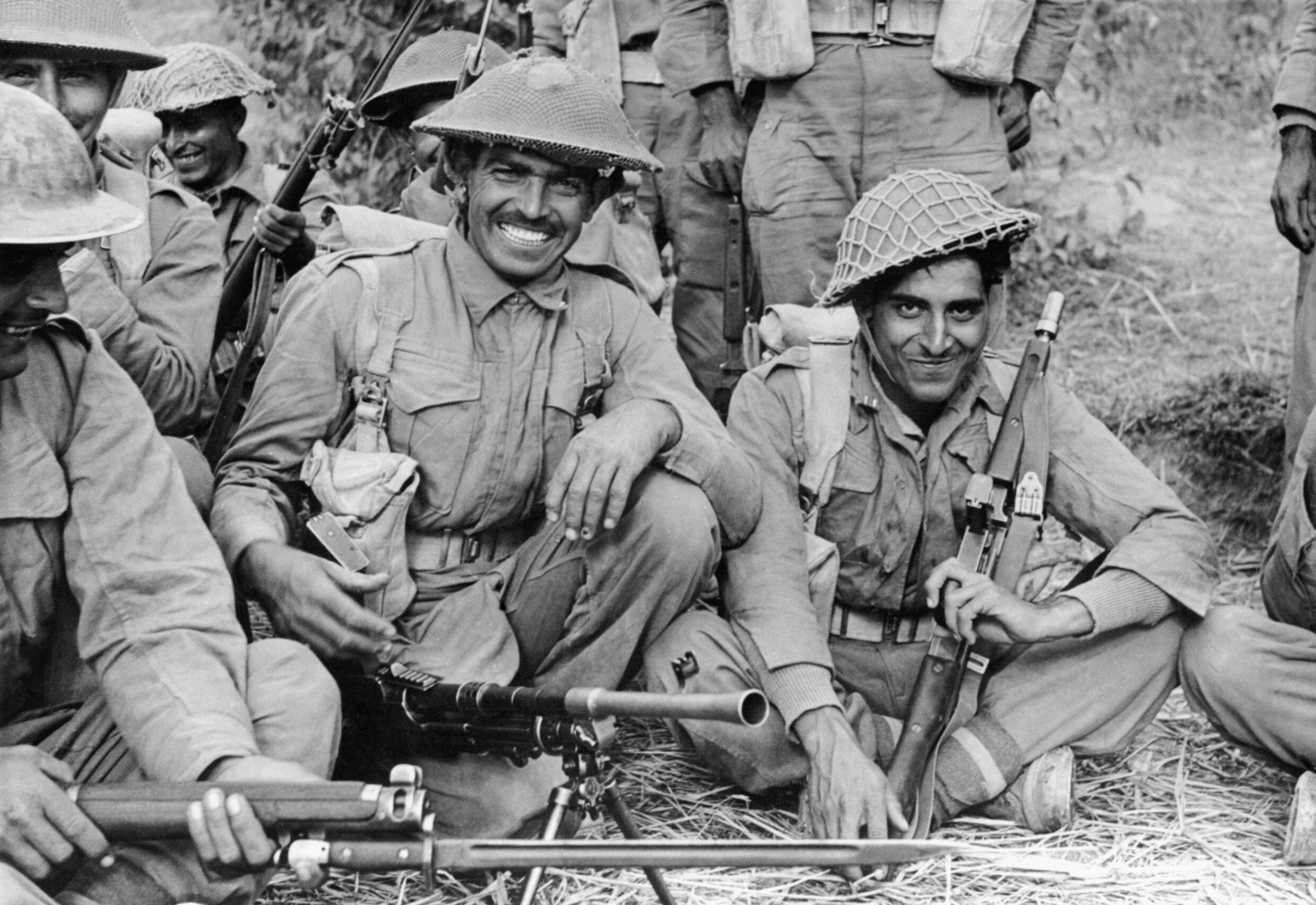
Des fantassins indiens du 7e régiment Rajput sur le point de patrouiller sur le front d'Arakan en Birmanie, 1944.

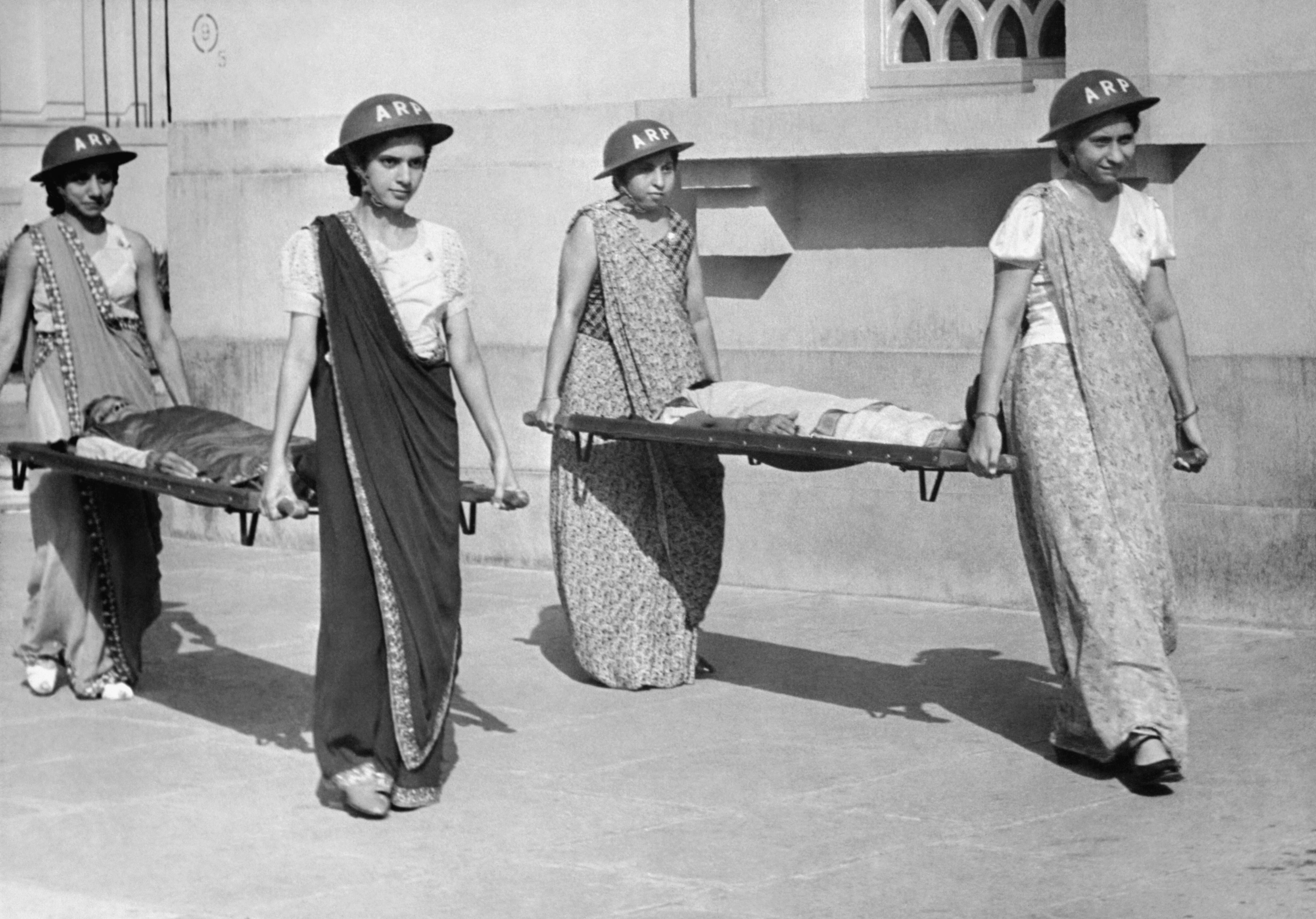
Les femmes indiennes s'entraînent aux principes de précaution contre les raids aériens (ARP) à Bombay, 1942.

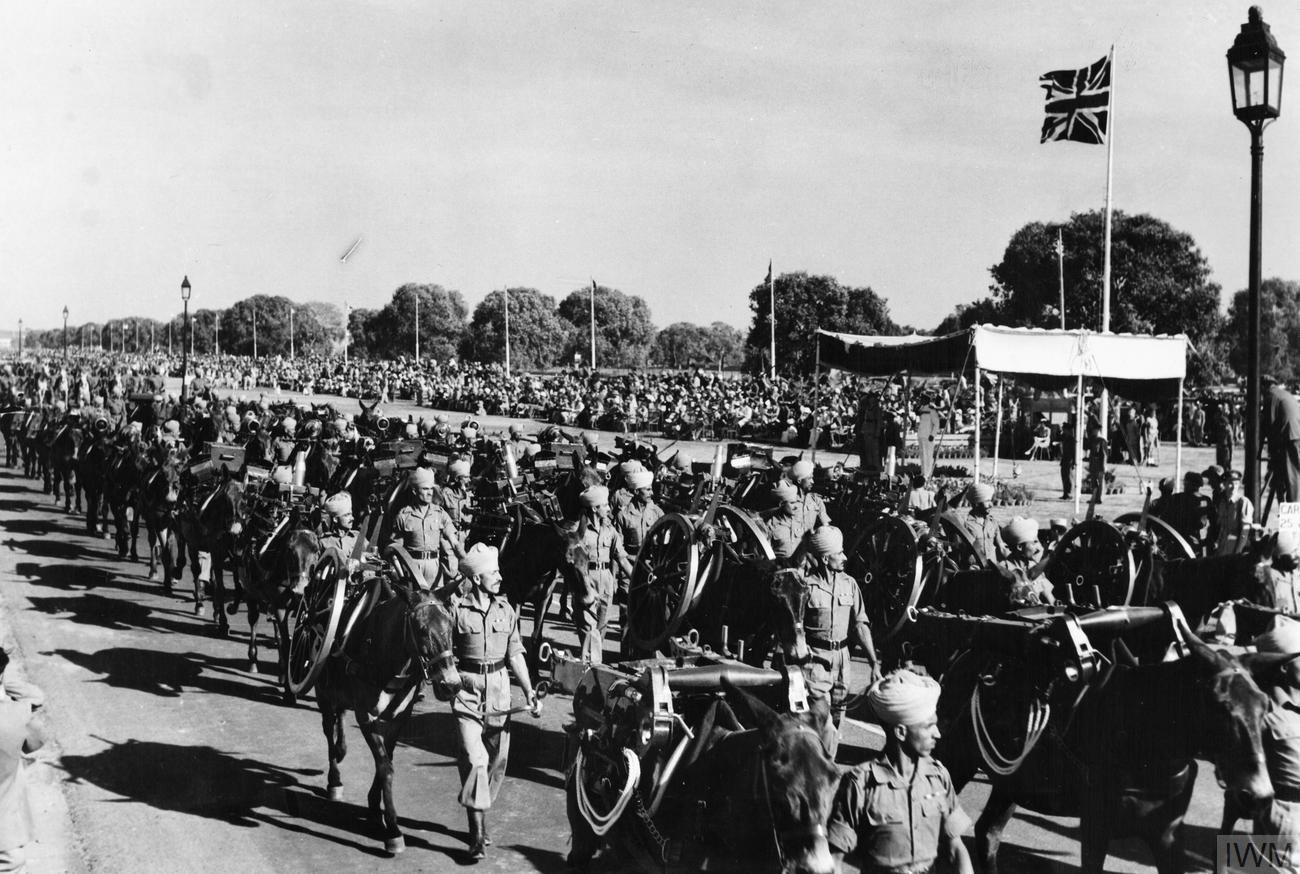
Défilé de la Semaine de la victoire à Delhi pour célébrer la défaite finale des puissances de l' Axe, mars 1946.

Au cours de la Seconde Guerre mondiale (1939-1945), l'Inde fut contrôlée par le Royaume-Uni, avec les territoires britanniques de détention en Inde, y compris plus de six cents Etats princiers autonomes. L'Inde britannique déclara officiellement la guerre à l'Allemagne nazie en septembre 1939. Le Raj britannique, faisant partie des Nations alliées, envoya plus de deux millions et demi de soldats combattre sous commandement britannique contre les puissances de l'Axe. Le gouvernement britannique emprunta des milliards de livres pour aider à financer la guerre. L'Inde fournit également la base des opérations américaines de soutien à la Chine dans le théâtre des opérations de Chine-Birmanie-Inde.
Les Indiens se sont battus avec distinction dans le monde entier, y compris sur le théâtre européen contre l'Allemagne, en Afrique du Nord contre l'Allemagne et l'Italie, dans la région sud-asiatique défendant l'Inde contre les Japonais et combattant les Japonais en Birmanie. Les Indiens ont également contribué à la libération des colonies britanniques telles que Singapour et Hong Kong après la capitulation japonaise en août 1945. Plus de 87 000 soldats indiens (y compris ceux du Pakistan, du Népal et du Bangladesh modernes) et 3 millions de civils sont morts pendant la Seconde Guerre mondiale. Le maréchal Sir Claude Auchinleck, commandant en chef de l'Inde, affirma que les Britanniques « n'auraient pas pu traverser les deux guerres [la Première et la Seconde Guerre mondiale] s'ils n'avaient pas eu l'armée indienne à disposition, ».
Les opinions sur l'implication de l'Inde dans la guerre étaient partagées, le vice-roi Linlithgow déclarant que l'Inde était en guerre avec l'Allemagne malgré un manque de consultations avec les politiciens indiens. La Ligue musulmane a soutenu l'effort de guerre britannique tandis que le parti politique le plus important et le plus influent existant en Inde à l'époque, le Congrès national indien, exigeait l'indépendance avant d'aider la Grande-Bretagne. Londres refusa et lorsque le Congrès annonça une campagne « Quit India » en août 1942, des dizaines de milliers de ses dirigeants furent emprisonnés par les Britanniques pour la durée. Pendant ce temps, sous la direction du leader indien Subhas Chandra Bose, le Japon mit en place une armée de prisonniers de guerre indiens, connue sous le nom d'armée nationale indienne, qui se battit contre les Britanniques. Une famine majeure au Bengale en 1943 fit 3 millions de morts et une question très controversée demeure concernant la décision de Churchill de ne pas fournir de secours alimentaire d'urgence,.
La participation indienne à la campagne alliée est restée importante. L'aide financière, industrielle et militaire de l'Inde constitua une composante cruciale de la campagne britannique contre l'Allemagne nazie et le Japon impérial. La position stratégique de l'Inde à la pointe de l'océan Indien, sa grande production d'armements et ses immenses forces armées jouèrent un rôle décisif dans l'arrêt de la progression du Japon impérial sur le théâtre d'Asie du Sud-Est. L'armée indienne pendant la Seconde Guerre mondiale fut l'un des plus grands contingents des forces alliées ayant pris part à la campagne d'Afrique du Nord et de l'Est, ainsi qu'à la guerre du Désert. Au plus fort de la Seconde Guerre mondiale, plus de 2,5 millions de soldats indiens combattaient les forces de l'Axe dans le monde entier. Après la fin de la guerre, l'Inde devint la quatrième puissance industrielle du monde et son influence politique, économique et militaire accrue ouvrit la voie à son indépendance du Royaume-Uni en 1947.

## Mouvement«Quit India»

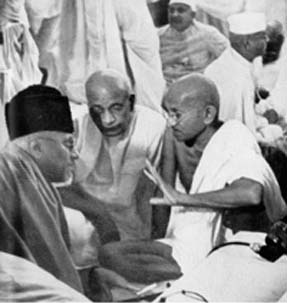
D'éminents dirigeants indiens, dont Gandhi, Patel et Azad, ont dénoncé le nazisme ainsi que l'impérialisme britannique.

Le Congrès national indien, dirigé par Mohandas Karamchand Gandhi, Vallabhbhai Patel et Abul Kalam Azad, dénoncèrent l'Allemagne nazie mais ne la combattrait pas ni personne d'autre tant que l'Inde ne serait pas indépendante. Le Congrès lança le mouvement « Quit India » en août 1942, refusant de coopérer de quelque manière que ce soit avec le gouvernement jusqu'à ce que l'indépendance soit accordée. Le gouvernement, pas prêt pour cela, arrêta immédiatement plus de 60 000 dirigeants nationaux et locaux du Congrès, puis décida de réprimer la réaction violente des partisans du Congrès. Les principaux dirigeants furent maintenus en prison jusqu'en juin 1945, malgré la libération de Gandhi en mai 1944 pour raison de santé. Le Congrès, avec ses dirigeants au secret, joua un rôle infime sur le front intérieur. Contrairement au Congrès à prédominance hindoue, la Ligue musulmane rejeta le mouvement « Quit India » et travailla en étroite collaboration avec les autorités du Raj.
Les partisans du Raj britannique ont fait valoir que la décolonisation était impossible au milieu d'une grande guerre. Ainsi, en 1939, le vice-roi britannique, Lord Linlithgow, déclara l'entrée de l'Inde dans la guerre sans consulter d'éminents dirigeants du Congrès indien qui venaient d'être élus lors des élections précédentes.
Subhas Chandra Bose (également appelé Netaji) avait été l'un des principaux dirigeants du Congrès. Il rompit avec le Congrès et tenta de former une alliance militaire avec l'Allemagne ou le Japon pour obtenir l'indépendance. Bose, avec l'aide de l'Allemagne, forma la Légion indienne à partir d'étudiants indiens de  l'Europe occupée par l'Axe et de prisonniers de guerre de l'armée indienne. Avec les revers allemands en 1942 et 1943, Bose et les officiers de la Légion furent transportés par U-boot sur le territoire japonais pour poursuivre ses plans. À son arrivée, le Japon l'aida à mettre en place l'armée nationale indienne qui combattra sous direction japonaise, principalement lors de la campagne de Birmanie. Bose dirigea également le gouvernement provisoire de l'Inde libre, un gouvernement en exil basé à Singapour. Il ne contrôlait aucun territoire indien et n'était utilisé que pour lever des troupes pour le Japon.

## Armée indienne britannique

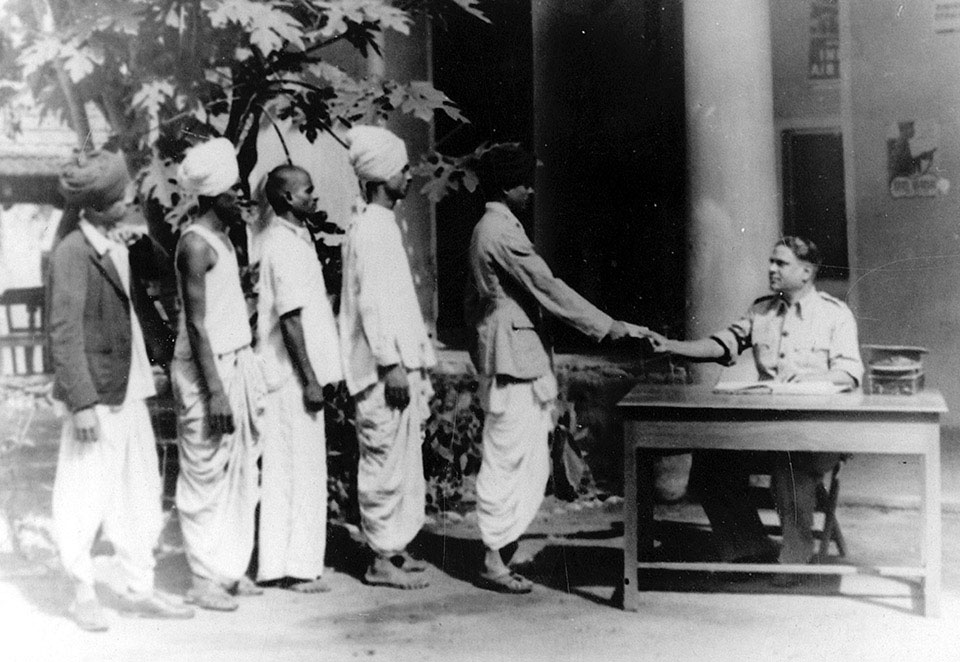
Les recrues s'alignent pour s'enrôler dans le 5e Mahratta Light Infantry, 1943.

En 1939, l'armée indienne britannique comptait 205 000 hommes. Celle-ci accueillit des volontaires et en 1945, était la plus grande force entièrement volontaire de l'histoire, s'élevant à plus de 2,5 millions d'hommes. Ces forces comprenaient des chars, de l'artillerie et des forces aéroportées. L'armée indienne britannique obtint 17 croix de Victoria pendant la Seconde Guerre mondiale.

### Théâtres Africain et Moyen-Oriental

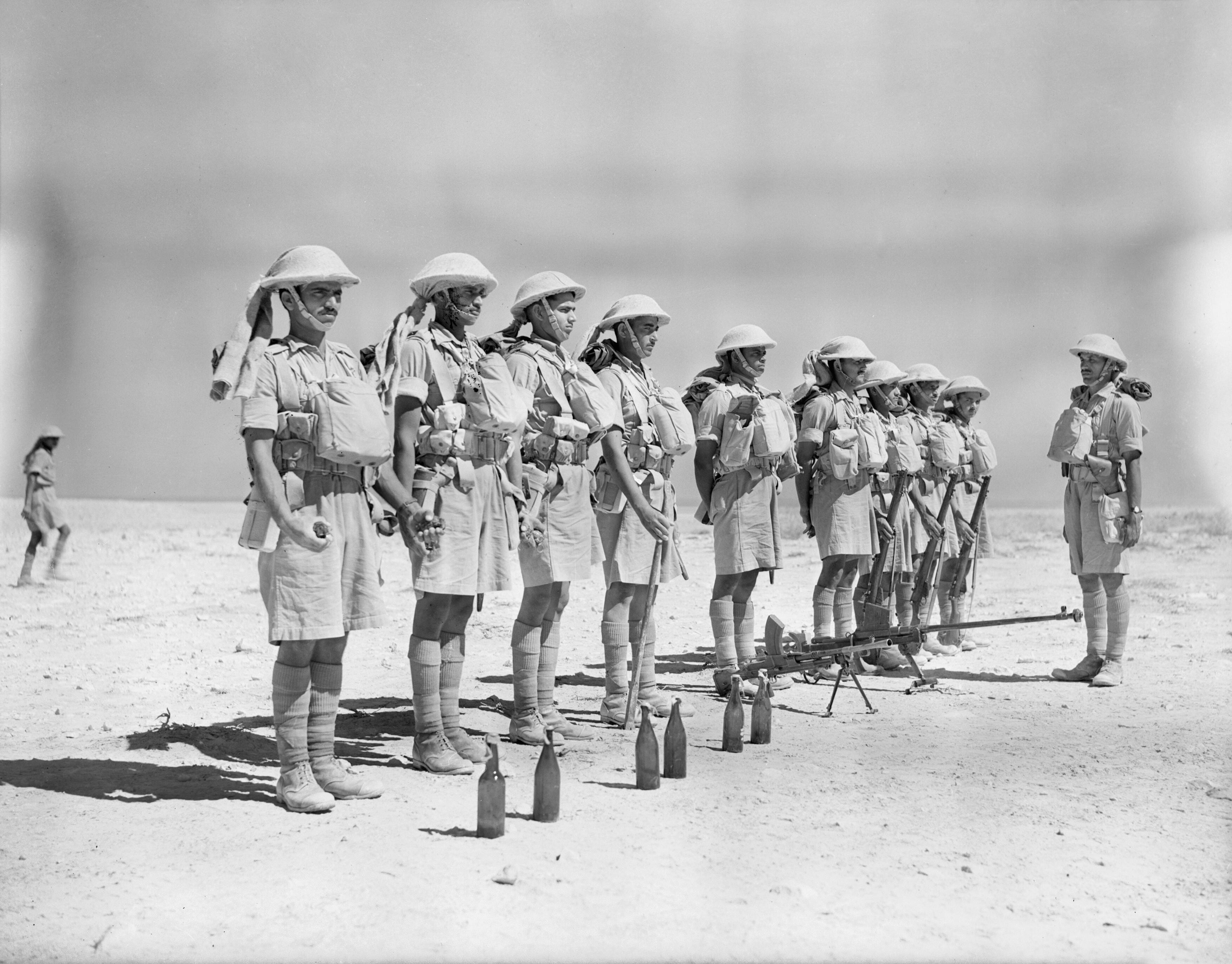
Troupes indiennes en Afrique du Nord, 6 octobre 1940.

Le gouvernement britannique envoya quant à lui des troupes indiennes combattre en Asie de l'Ouest et en Afrique du Nord contre l'Axe. L'Inde se prépara également à produire des biens essentiels tels que la nourriture et les uniformes.
Les 4e, 5e et 10e divisions indiennes participèrent au théâtre nord-africain contre l'Afrika Korps de Rommel. De plus, la 18e brigade de la 8e division indienne combattra à El-Alamein. Auparavant, les 4e et 5e divisions indiennes prirent part à la campagne d'Afrique de l'Est contre les Italiens au Somaliland, en Érythrée et en Abyssinie pour capturer la forteresse de montagne de Keren.
Dans la bataille de Bir Hacheim, les artilleurs indiens jouèrent un rôle important en utilisant des armes à feu dans le rôle antichar et en détruisant les chars des divisions panzer de Rommel. Le major P. P. K. Kumaramangalam était le commandant de la batterie du 41e régiment de campagne déployé dans le rôle antichar. Il reçut l'Ordre du Service distingué pour son acte de bravoure. Plus tard, il devint le chef d'état-major de l'armée indienne en 1967.

### Théâtre d'Asie du Sud-Est

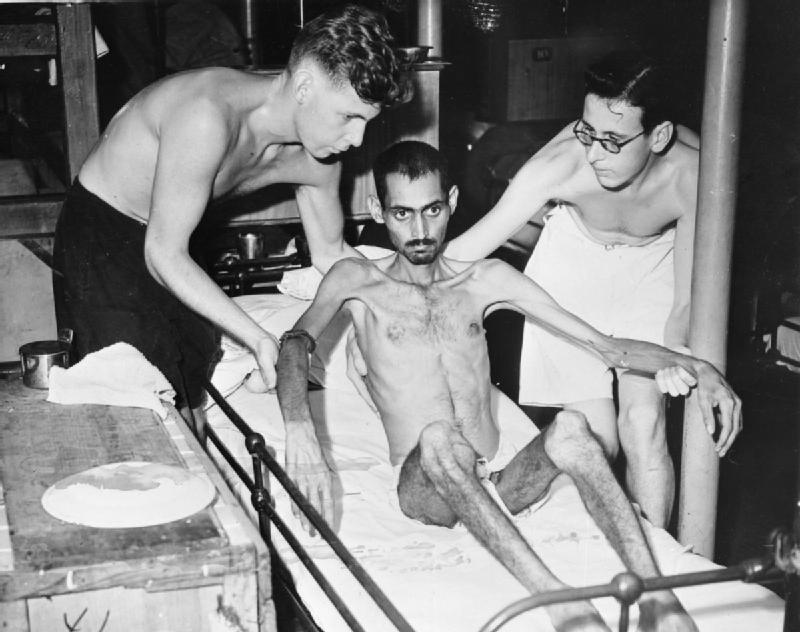
Un prisonnier de guerre indien de Hong Kong après la libération en 1945.

L'armée indienne britannique était la principale présence combattante de l'Empire britannique dans la campagne de Birmanie. La première mission d'assaut de la Royal Indian Air Force fut menée contre les troupes japonaises stationnées en Birmanie. L'armée indienne britannique joua un rôle clé pour briser le siège d'Imphāl lorsque l'avance vers l'ouest du Japon impérial s'arrêta.
Les formations comprenaient le IIIe corps indien, le IVe corps britannique, le XXXIIIe corps indien et la 14e armée. Dans le cadre du nouveau concept de pénétration à longue distance (LRP), les troupes Gurkhas de l'armée indienne s'entraînèrent dans l'état actuel du Madhya Pradesh sous leur commandant,Orde Charles Wingate.
Ces troupes, populairement connues sous le nom de Chindits, jouèrent un rôle crucial dans l'arrêt de l'avancée japonaise en Asie du Sud.

#### Capture du territoire indien
En 1942, la Birmanie voisine fut envahie par le Japon, qui avait déjà capturé le territoire indien des îles Andaman et Nicobar. Le Japon donna le contrôle nominal des îles au gouvernement provisoire de l'Inde libre le 21 octobre 1943 et, au mois de mars suivant, l'armée nationale indienne, avec l'aide du Japon, entra en Inde et avança jusqu'à Kohima, dans le Nagaland. Cette avancée sur le continent de l'Asie du Sud atteignit son point le plus éloigné sur le territoire indien, avant de battre en retraite lors de la bataille de Kohima en juin, puis à celle d'Imphal.

#### Récupération du territoire occupé par l'Axe
En 1944–45, le Japon subit de violents bombardements aériens sur l'archipel et d'énormes défaites navales dans le Pacifique. Son offensive Imphal ayant échoué, les conditions météorologiques difficiles, les maladies et le retrait de la couverture aérienne (en raison de besoins plus pressants dans le Pacifique) firent également des ravages sur les Japonais et les restes de l'armée impériale japonaise et de l'armée nationale birmane. Au printemps 1945, une armée britannique renaissante reprit les terres occupées.

### Invasion de l'Italie

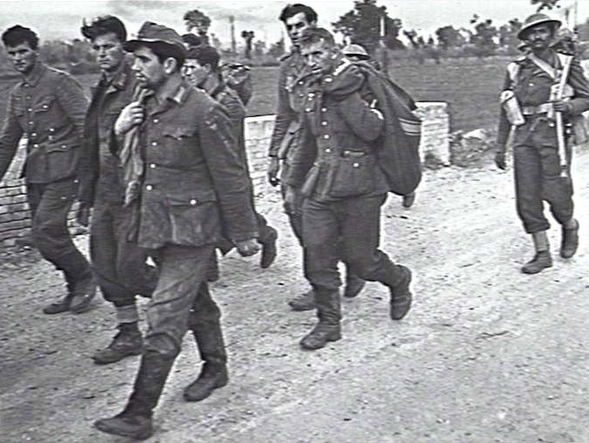
Prisonniers allemands escortés par les troupes indiennes après la bataille du Sangro, Italie, décembre 1943.

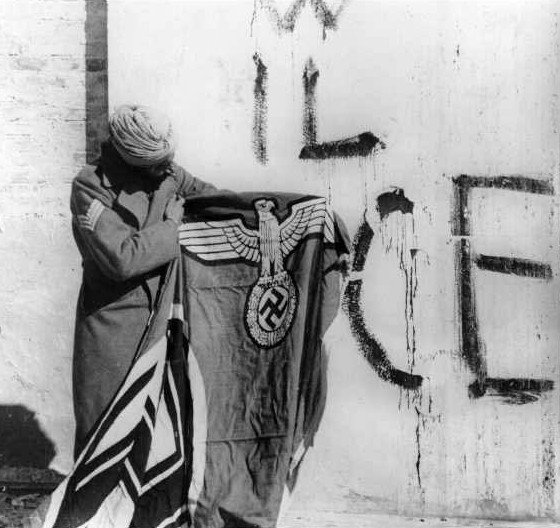
Soldat indien avec un drapeau à la croix gammée capturé après la reddition des forces allemandes en Italie, mai 1945

Les forces indiennes jouèrent un rôle dans la libération de l'Italie du contrôle nazi. L'Inde fournit le 3e plus grand contingent allié dans la campagne d'Italie après les forces américaines et britanniques. Les 4e, 8e et 10e divisions et la 43e brigade d'infanterie Gurkha menèrent l'avancée, notamment lors de l'épuisante bataille de Monte Cassino. Ils combattirent sur la ligne gothique en 1944 et 1945.

## Collaboration avec les puissances de l'Axe
Plusieurs dirigeants du mouvement d'indépendance indien révolutionnaire radical se détachèrent du Congrès principal et entrèrent en guerre contre la Grande-Bretagne. Subhas Chandra Bose, autrefois un dirigeant éminent du Congrès, se porta volontaire pour aider l'Allemagne et le Japon ; il estima que l'opposition de la Grande-Bretagne au nazisme et au fascisme était une « hypocrisie » puisqu'elle violait elle-même les droits de l'homme et niait les libertés individuelles en Inde. De plus, il soutint que l'ennemi n'était pas l'Allemagne et le Japon, mais bien le Raj britannique qui surexploitait les ressources indiennes pour la guerre. Bose suggéra qu'il y avait peu de chances que l'Inde soit attaquée par l'une des puissances de l'Axe à condition qu'elle ne mène pas la guerre aux côtés de la Grande-Bretagne.

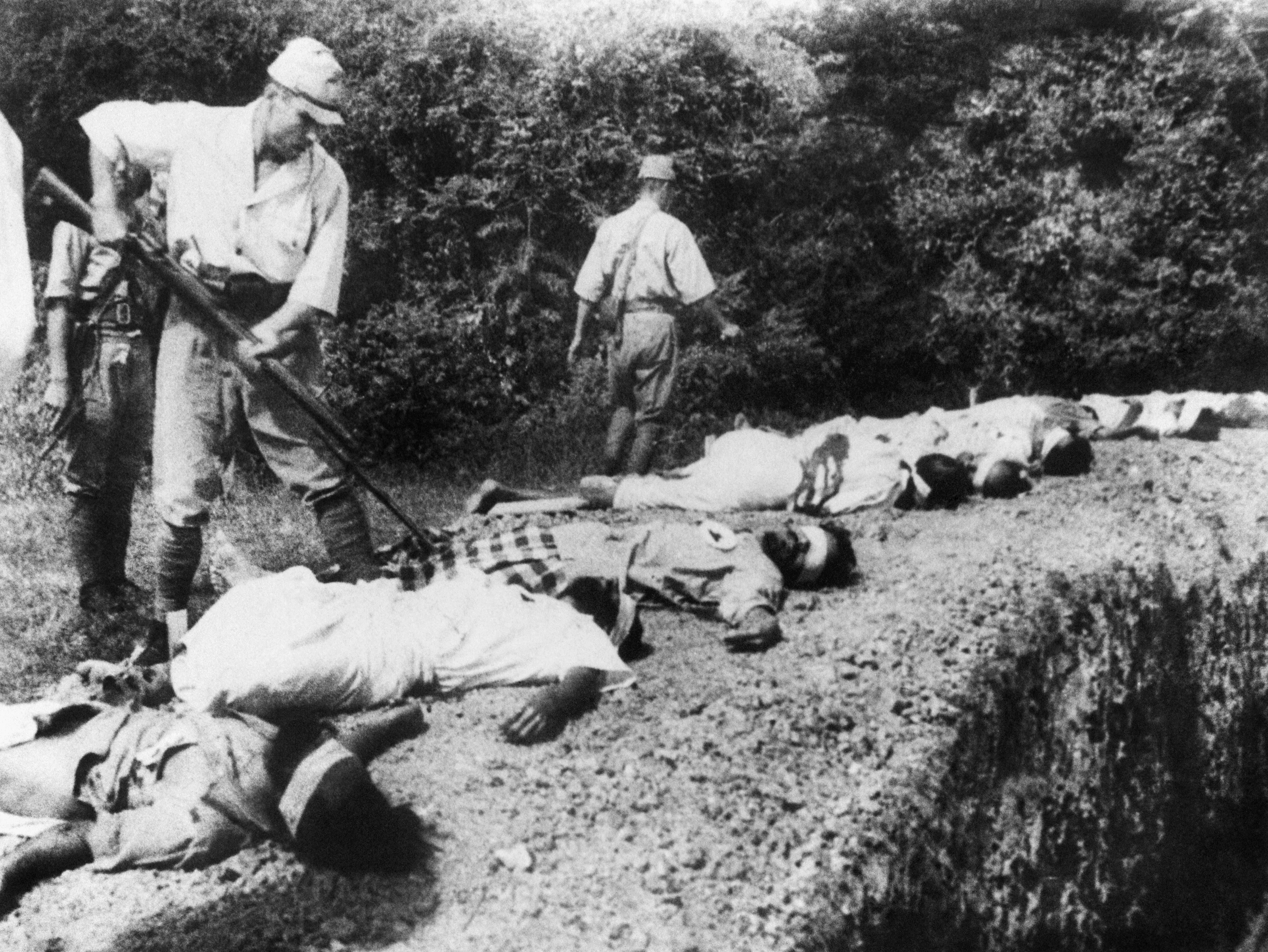
Les soldats capturés de l'armée indienne britannique refusant de rejoindre l'armée impériale japonaise seront exécutés par les Japonais.

Berlin encouragea la démarche mais n'apporta que peu d'aide. Bose s'approcha alors de Tokyo qui lui donna le contrôle des forces indiennes qu'il avait organisées.
L'armée nationale indienne, formée d'abord par Mohan Singh Deb, se composait initialement de prisonniers faits par les Japonais en Malaisie et à Singapour qui se sont vu offrir le choix de servir l'armée japonaise ou de rejoindre les camps de prisonniers de guerre aux conditions déplorables. Plus tard, après avoir été réorganisé sous Subhas Chandra Bose, l'armée attira des volontaires civils de Malaisie et de Birmanie. En fin de compte, une force de moins de 40 000 hommes fut formée, bien que seules deux divisions aient déjà participé à une bataille. Les groupes de renseignement et de services spéciaux de l'armée japonaise jouèrent un rôle déterminant dans la déstabilisation de l'armée indienne britannique au début de l'offensive d'Arakan. C'est à cette époque que le renseignement militaire britannique débuta un travail de propagande pour protéger bon nombre d'Indiens de rejoindre l'armée nationale indienne, notamment en décrivant des histoires de massacres indiquant l'implication de celle-ci. En outre, il était interdit à la presse indienne de publier des comptes de quelque nature que ce soit des forces indiennes collaboratrices de l'Axe.
À l'ouverture de l'offensive japonaise, l'armée nationale indienne fut envoyée au combat. Bose espérait éviter les batailles décisives pour lesquelles il manquait d'armes, d'armement et d'hommes. Au départ, il cherchait à obtenir des armes et à augmenter ses rangs auprès des soldats indiens britanniques qu'il espérait faire défection pour sa cause. Une fois que les forces japonaises purent briser les défenses britanniques à Imphal, il prévit de faire traverser ses forces sur les collines du nord-est de l'Inde, dans la plaine de Gangetic, où celles-ci devront opérer comme une armée de guérilla tout en vivant de la terre, afin d'obtenir le soutien de la population locale, des fournitures et ainsi grossir ses rangs avec l'objectif de déclencher une révolution.
Prem Kumar Sahgal, un officier de l'armée autrefois secrétaire militaire de Subhas Bose et plus tard jugé dans les premiers procès du Fort Rouge, expliqua que quel que soit le résultat de la guerre, un soutien massif de la population indienne rendrait impossible à la Grande-Bretagne de réaffirmer son autorité coloniale, ce qui était finalement le but de l'armée nationale indienne et d'Azad Hind.

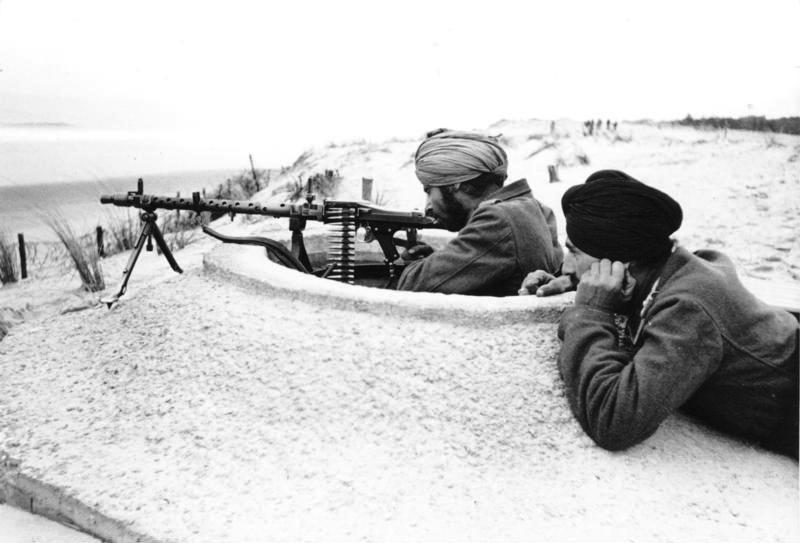
Troupes de la Légion Indische gardant le mur de l'Atlantique en France en mars 1944. Subhas Chandra Bose initia la formation de la légion, destinée à servir de force de libération de l'occupation britannique de l'Inde.

Alors que le Japon ouvrait son offensive vers l'Inde, la première division de l'armée nationale indienne, composée de quatre régiments de guérilleros, participa à l'offensive d'Arakan en 1944, avec un bataillon atteignant Mowdok à Chittagong. D'autres unités furent dirigées vers Imphal et Kohima, ainsi que pour protéger les flancs japonais au sud d'Arakan, une tâche qu'elle mena avec succès. Cependant, la première division subit le même sort que l'armée de Mutaguchi lorsque le siège d'Imphal fut rompu. Avec peu ou pas de fournitures et de lignes d'approvisionnement inondées par la mousson, harcelé par la domination aérienne alliée, l'armée indienne commença à battre en retraite lorsque la 15e armée et l'armée régionale japonaise de Birmanie commencèrent à se retirer, et subirent le même sort (hommes blessés, affamés et malades) que ceux ayant succombé lors de leur retrait précipité de Birmanie.
Plus tard dans la guerre cependant, la deuxième division de l'armée nationale indienne, chargée de la défense de l'Irrawaddy et des zones adjacentes autour de Nangyu, joua un rôle déterminant dans l'opposition de la 7e division d'infanterie indienne de Messervy lorsqu'elle tenta de traverser la rivière à Pagan et Nyangyu pendant la campagne de Birmanie réussie par les Alliés l’année suivante. La 2e division joua un rôle déterminant en refusant à la 17e division d'infanterie indienne la zone autour du mont Popa qui aurait exposé le flanc des forces de Kimura tentant de reprendre Meiktila et Nyangyu. En fin de compte, cependant, la division fut effacée. Certaines des unités survivantes se rendirent à la chute de Rangoun et aidèrent à maintenir l'ordre jusqu'à ce que les forces alliées entrent dans la ville. Des restes d'unités commencèrent une longue marche vers Singapour, emmenés par Subhas Chandra Bose. La situation au Japon devenant précaire, Bose partit pour la Mandchourie pour tenter de contacter les Russes et serait mort dans un accident d'avion près de Taiwan.
Le seul territoire indien contrôlé par le gouvernement Azad Hind était théoriquement les îles Andaman et Nicobar. Cependant, ces îles servaient de bases pour la marine japonaise, et celle-ci n'en a jamais lâché le contrôle. Enragé par l'absence de contrôle administratif, le gouverneur de l'Azad Hind, le lieutenant-colonel Loganathan, renonça plus tard à son autorité. Après la guerre, un certain nombre d'officiers de l'armée nationale indienne furent jugés pour trahison. Cependant, face à la possibilité d'une agitation civile massive et d'une mutinerie dans l'armée indienne, les responsables britanniques décidèrent de libérer les prisonniers de guerre, de plus l'événement devint un tournant dans l'accélération du processus de transformation du pouvoir et d'indépendance de l'Inde.

## Famine au Bengale

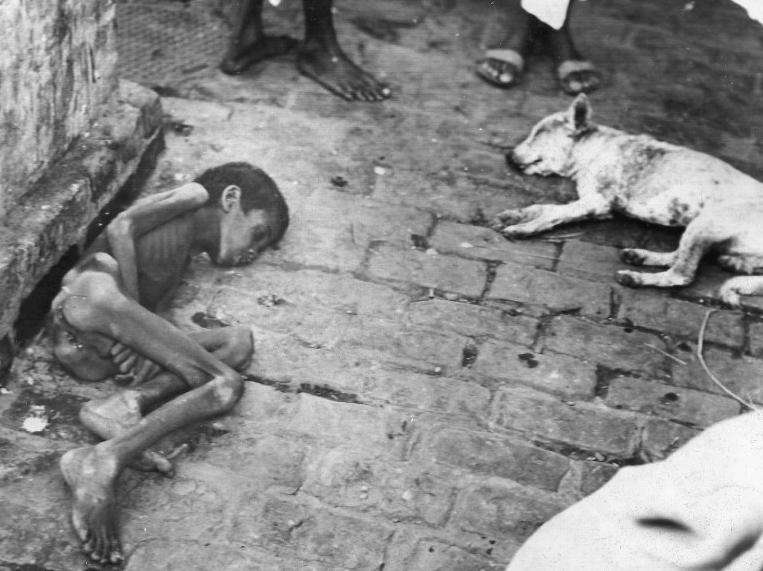
Enfant mort de faim pendant la famine du Bengale en 1943.

La région du Bengale en Inde subit une famine dévastatrice en 1940-43. Certaines des principales raisons de cette famine sont :
1. Exportation britannique de nourriture et de matériel pour la guerre en Europe ;
2. L'invasion japonaise de la Birmanie qui coupa la nourriture et d'autres fournitures essentielles à la région ;
3. Les ordonnances de refus britanniques détruisant le transport alimentaire essentiel dans toute la région de l'Est ;
4. Les Britanniques interdisant le transfert de céréales d'autres provinces, refusant les offres de céréales d'Australie ;
5. Mauvaise gestion par les gouvernements régionaux indiens britanniques ;
6. La construction de 900 aérodromes (2 000 acres chacun) en retirant cette énorme quantité de terres de l'agriculture à une époque de grand besoin ;
7. Inflation des prix causée par la production de guerre
8. Augmentation de la demande due en partie aux réfugiés de Birmanie et du Bengale.

Le gouvernement britannique rejeta une demande urgente de Leo Amery, le secrétaire d'État indien, et d'Archibald Wavell, le vice-roi de l'Inde, pour l'arrêt des exportations de produits alimentaires du Bengale afin qu'ils puissent être distribués à la population locale souffrant de la famine. Winston Churchill, alors Premier ministre, refusa ces demandes d'une manière qu'Amery considérait comme « à la Hitler », en demandant pourquoi, si la famine était si horrible, que Gandhi n'était pas encore mort de faim.
L'économiste indien Amartya Sen (1976) contesta cette orthodoxie, ravivant l'affirmation selon laquelle il n'y avait pas de pénurie de nourriture au Bengale et que la famine était causée par l'inflation.

## États princiers

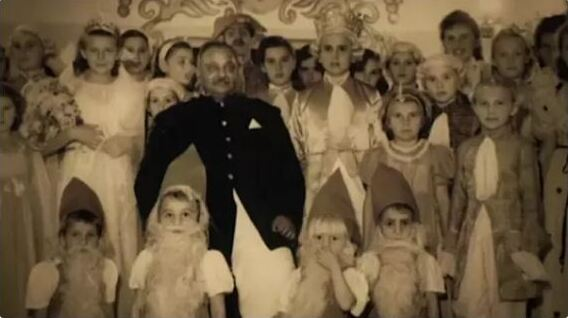
Digvijaysinhji Ranjitsinhji fête Noël avec les enfants polonais qu'il a sauvés des camps soviétiques, 1943.

Pendant la Seconde Guerre mondiale, en 1941, les Britanniques présentèrent un chasseur monomoteur allemand Messerschmitt Bf 109 au Nizam d'Hyderabad, en échange du financement de 2 escadrons de chasse de la RAF.
Il y avait un camp pour les réfugiés polonais à Valivade, dans l'État de Kolhapur, considéré comme le plus grand camp de réfugiés polonais en Inde de la guerre,. Un autre camp de ce type pour les enfants réfugiés polonais était situé à Balachadi, et fut construit par Digvijaysinhji Ranjitsinhji (en), à Jam Saheb Maharaja dans l'État de Nawanagar en 1942, près de sa station balnéaire. Il donna refuge à des centaines d'enfants polonais sauvés des camps soviétiques (goulags),. Le camp fait désormais partie de l'école Sainik.

## Insurrection au Baloutchistan (1944-1945)
De 1944 à 1945, Daru Khan Badinzai mena une insurrection contre les autorités du Raj. Cela débuta dans la première moitié de 1944, lorsque les rebelles de la tribu Badinzai commencèrent à interférer avec la construction de routes du côté britannique de la frontière avec le Baloutchistan. L'insurrection se s'étouffa en mars 1945.

## Invasion de l'Inde par Mazrak Zadran
En 1944, les provinces du sud et de l'est de l'Afghanistan entrèrent dans une successions d'escarmouches, les tribus Zadran, Safi et Mangal se soulevant contre le gouvernement afghan. Parmi les chefs de la révolte se trouvait le chef des Zadran, Mazrak Zadran, qui choisit d'envahir l'Inde occupée par les Britanniques à la fin de 1944. Là, il fut rejoint par un chef baloutche, le sultan Ahmed. Mazrak fut contraint de se retirer en Afghanistan en raison des bombardements aériens britanniques.